# Civita d’Antino
Civita d’Antino ist eine italienische Gemeinde (comune) mit 947 Einwohnern (Stand 31. Dezember 2024) in der Provinz L’Aquila in den Abruzzen. Die Gemeinde liegt etwa 52 Kilometer südsüdöstlich von L’Aquila und gehört zur Comunità montana Valle Roveto. Der Liri bildet die westliche Gemeindegrenze.

## Verkehr
Durch die Gemeinde führt entlang des Liris die autobahnähnlich ausgebaute Strada Statale 690 Avezzano-Sora von Avezzano nach Sora. Gemeinsam mit der Nachbargemeinde Morino besteht im Ortsteil Scalo der Bahnhof Civita d'Antino Morino an der Bahnstrecke von Avezzano nach Roccasecca.

## Geschichte
In der Antike war die Stadt (Oppidum) als Antinum bekannt, was inschriftlich mit der Einwohnerbezeichnung Antinates bezeugt ist, und lag im Gebiet der Marser.
Die Stadtmauer in Polygonalmauerwerk, von der noch Reste erhalten sind, umfasste ca. 15 Hektar und wurde wahrscheinlich im 5. Jahrhundert vor Chr. errichtet. Nach dem Bundesgenossenkrieg und in der Römischen Kaiserzeit war Antinum ein Municipium und der Tribus Sergia zugeordnet.
Aus dem antiken Antinum stammt eine Bronzetafel mit einer Weihinschrift, die um 150 v. Chr. entstand. Die stark latinisierte Sprache wurde von Vetter als Volskisch betrachtet, wird heute jedoch aufgrund des Fundortes auch als latinisiertes Marsisch angesehen.

## Persönlichkeiten
- Domenico Morichini (1773–1836), Arzt und Professor der Chemie